# Antonio Cechelli de Mattos Paiva
Antonio Cechelli de Mattos Paiva (21 de junho de 1929 – São Paulo, 18 de maio de 2006) foi um bioquímico, pesquisador e professor universitário brasileiro. 
Comendador e Grande oficial da Ordem Nacional do Mérito Científico e membro titular da Academia Brasileira de Ciências, Francisco foi professor da Universidade de São Paulo, da Universidade de Campinas e da Universidade Federal de São Paulo e um dos mais importantes bioquímicos do Brasil.

## Biografia
Antonio nasceu em 1929. Formado médico pela Escola Paulista de Medicina da Universidade Federal de São Paulo em 1952, Antonio começou a trabalhar com o professor José Leal Prado de Carvalho quando ainda era estudante, onde se interessou pelo sistema pressor renal. Antes de sua graduação, fez um estágio de três meses com o professor Bernardo Houssay, no Instituto de Biologia y Medicina Experimental, em Buenos Aires.
Concluiu o doutorado em Bioquímica em 1954, sob a orientação de José Leal Prado de Carvalho, seguindo para um ano de estágio de pós-doutorado no Departamento de Bioquímica da Universidade de Utah, onde teve um treinamento importante em Química de Proteínas e peptídios com Emil L. Smith. Em 1962, defendeu tese de livre-docência para a cadeira de bioquímica e assumiu a cadeira de Biofísica da Escola Paulista de Medicina, de onde se tornou Professor Titular em 1966. Em 1980, tornou-se Professor Titular do Departamento de Bioquímica da USP, tendo, quatro anos após, retornado à sua posição no Departamento de Biofísica da EPM.

## Pesquisa
Sua principal linha de pesquisa era o estudo das relações entre estrutura e funções de peptídios vasoativos. Antonio instalou na Escola Paulista de Medicina o laboratório de síntese de peptídios, de grande importância no desenvolvimento de produtos de uso na medicina. Após conseguir clonar receptores da angiotensina e da bradicinina, sua pesquisa se dirigiu para o estudo da relação entre a estrutura e função desses receptores, através da modelagem molecular e de mutações sítiodirigidas por meio da metodologia de DNA recombinante.

## Morte
Antonio morreu na manhã de 18 de maio de 2006, na capital paulista, aos 76 anos, devido ao um câncer de cólon. Seu corpo foi velado na Sala do Museu Histórico da Unifesp. O enterro ocorreu no dia seguinte no Cemitério do Morumbi.